# María Esther García
María Esther García Pascau (22 settembre 1954) è un'ex schermitrice cubana.

## Biografia
Ha partecipato ai Giochi della XX Olimpiade di Monaco di Baviera nel 1972 ed ai Giochi della XXII Olimpiade di Mosca nel 1980.

## Palmarès
In carriera ha conseguito i seguenti risultati:
- Giochi Panamericani:

Cali 1971: argento nel fioretto a squadre.
Città del Messico 1975: oro nel fioretto a squadre.
San Juan 1979: oro nel fioretto a squadre.
Caracas 1983: oro nel fioretto a squadre.